# Daniela Kotschová
Daniela Kotschová, née le 19 septembre 1985 à Poprad, est une fondeuse slovaque. 

## Biographie
Kotschová dispute ses premières compétitions officielles en 2002, puis prend part aux Championnats du monde junior en 2004 et 2005, obtenant comme meilleurs résultats une 18e place en sprint et une cinquième place en relais en 2004. Elle obtient son premier podium au niveau continental, la Coupe slave en 2006. Elle remporte le classement général de cette compétition en 2013.
Elle fait ses débuts dans la Coupe du monde en mars 2008 à Lahti et compte 6 départs dans cette compétition, avec comme meilleur résultat une 48e place.
Elle a participé aux Jeux olympiques d'hiver en 2014 à Sotchi, prenant d'abord la 54e en sprint libre, puis la 13e place en sprint par équipes, où elle est reléguée loin des premières. Il s'agit de son ultime compétition internationale.
Sa première et seule sélection en championnat du monde a lieu en 2013 à Val di Fiemme, se classant 66e du sprint.

## Palmarès

### Jeux olympiques d'hiver
| Épreuve / Édition | Sprint | Sprint                           | 10 km                            | 10 km     | Skiathlon 2 × 7,5 km | 30 km | Relais | Relais   |
| Épreuve / Édition | libre  | classique                        | libre                            | classique | Skiathlon 2 × 7,5 km | 30 km | Sprint | 4 × 5 km |
| JO 2014 Sotchi    | 54e    | Épreuve inexistante à cette date | Épreuve inexistante à cette date | -         | -                    | -     | 13e    | -        |

Légende :
- : pas d'épreuve
- — :  Épreuve non disputée par Kotschová

### Championnats du monde
| Épreuve / Édition           | Sprint                           | Sprint    | 10 km | 10 km                            | Skiathlon 2 × 7,5 km | 30 km | Relais | Relais   |
| Épreuve / Édition           | libre                            | classique | libre | classique                        | Skiathlon 2 × 7,5 km | 30 km | Sprint | 4 × 5 km |
| Mondiaux 2013 Val di Fiemme | Épreuve inexistante à cette date | 66e       | -     | Épreuve inexistante à cette date | -                    | -     | -      | -        |